# David Lipman
David Lipman (Brooklyn (New York), 12 mei 1938) is een Amerikaans acteur.

## Carrière
Lipman begon in 1977 met acteren in de film Big Thumbs. Hierna heeft hij nog meerdere rollen gespeeld in films en televisieseries. Hij is vooral bekend van de rol als rechter in de televisieseries Law & Order (1992-2005), Law & Order: Trial by Jury (2005) en Law & Order: Special Victims Unit (2002-2009).
Lipman is ook actief in het theater, hij maakte in 1981 zijn debuut op Broadway in het toneelstuk Fools als Slovitch. Hierna heeft hij nog tweemaal op Broadway gespeeld, in 1992 met het toneelstuk My Favorite Year als oom Morty en in 1993 met de musical Ain't Broadway Grand als Reuben Pelish.

## Filmografie

### Films
Uitgezonderd korte films.
- 2017 The Wizard of Lies - als Martin Flumenbaum
- 2014 Growing Up and Other Lies - als rabbijn
- 2010 True Grit – als eerste advocaat
- 1998 The Impostors – als bakker
- 1996 Mrs. Winterbourne – als gids
- 1996 The Sunshine Boys – als Jerry
- 1993 For Love or Money – als man in lift
- 1993 Weekend at Bernie's II – als film begunstiger
- 1990 The Bonfire of the Vanities – als Poe Picketer
- 1990 Frankenhooker – als Frankenhookers grap
- 1987 Sweet Lorraine – als Mr. Lerner
- 1986 Playing for Keeps – als Bank Buddy
- 1985 Beer – als Ernie
- 1985 Hot Resort – als Mr. Bray Jr.
- 1984 Splitz – as Mac Mogul Sr.
- 1982 The Soldier – als secretaris van Israël
- 1980 Stardust Memories – als George
- 1980 The Exterminator – als senator van New Jersey
- 1977 Big Thumbs – als rechter Harold B. Stevens

### Televisieseries
Uitgezonderd eenmalige gastrollen.
- 2002 – 2009 Law & Order: Special Victims Unit – als rechter Arthur Cohen – 13 afl.
- 1992 – 2005 Law & Order – als rechter Morris Torledsky / rechter Moodie – 27 afl.
- 2005 Law & Order: Trial by Jury – als rechter Morris Torledsky – 2 afl.

- Virtual International Authority File: 8544155566447113380008